# 佐藤健志
佐藤 健志（さとう けんじ、1966年 - ）は、日本の作家、評論家。東京都出身。

## 経歴・人物
父は政治学者の佐藤誠三郎。母は弁護士の佐藤欣子。
1989年、東京大学教養学部国際関係論分科を卒業した。小説の執筆や劇作を行う。
保守派の立場からの、特撮・アニメ、戦後日本に関する考察を行い、1992年には『ゴジラとヤマトとぼくらの民主主義』を刊行した。

## 受賞
- 1989年、戯曲『ブロークン・ジャパニーズ』により文化庁舞台芸術創作奨励特別賞を受賞[1]。

## 著書

### 単著
- 『チングー・韓国の友人』（新潮社） 1990
- 『ゴジラとヤマトとぼくらの民主主義』（文藝春秋） 1992
- 『さらば愛しきゴジラよ』（読売新聞社） 1993
- 『幻滅の時代の夜明け』（新潮社） 1996
- 『未来喪失』（東洋経済新報社） 2001
- 『本格保守宣言』（新潮新書） 2007
- 『夢見られた近代』（NTT出版） 2008
- 『バラバラ殺人の文明論 家族崩壊というポップカルチャー』（PHP研究所） 2009
- 『震災ゴジラ! 戦後は破局へと回帰する』（VNC） 2013
- 『僕たちは戦後史を知らない～日本の「敗戦」は4回繰り返された～』（祥伝社） 2013
- 『愛国のパラドックス 「右か左か」の時代は終わった』（アスペクト） 2014
- 『戦後脱却で、日本は「右傾化」して属国化する』（徳間書店） 2016
- 『右の売国、左の亡国：2020年、日本は世界の中心で消滅する』（アスペクト） 2017
  - 『右の売国、左の亡国 2020sファイナルカット』（株式会社経営科学出版）2020
- 『平和主義は貧困への道 または対米従属の爽快な末路』（ベストセラーズ） 2018
- 『感染の令和: またはあらかじめ失われた日本へ』（ベストセラーズ） 2021

### 共著
- 『国家のツジツマ 新たな日本への筋立て』（中野剛志、VNC） 2014
- 『対論 「炎上」日本のメカニズム』（藤井聡、文藝春秋、文春新書） 2017

### 戯曲
- 「ブロークン・ジャパニーズ」『新鋭劇作集』新劇団協議会〈series 3〉、1992年。 - 文化庁舞台芸術創作奨励特別賞受賞作品。

### 翻訳
- 『新訳 フランス革命の省察 「保守主義の父」かく語りき』（エドマンド・バーク、PHP研究所） 2011、のちPHP文庫 2020
- 『コモン・センス完全版 アメリカを生んだ「過激な聖書」』（トマス・ペイン、PHP研究所） 2014

## 出演

### TV
- 日本文化チャンネル桜
- 真相報道 バンキシャ!（日本テレビ放送網）
  - 1回目（2015年7月5日）

### ラジオ
- SOUNDTRAX interzone（台本・選曲・DJ、InterFM） 2009 - 2011
- おはよう寺ちゃん 活動中　(文化放送 水曜日） 2018.1.10 - 2019.9.25（番組エンディングで降板が発表された。)